# Tsutomu Adachi
Tsutomu Adachi (jap. あだち 勉, eigentlich: 安達 勉, Adachi Tsutomu; * 1. August 1947 in Isesaki, Präfektur Gunma, Japan; † 18. Juni 2004) war ein japanischer Manga-Zeichner.
Seinen ersten Comic als professioneller Zeichner veröffentlichte er, als er im zweiten Jahr an der Oberschule war. Er gewann 1968 einen Nachwuchspreis des Magazins Shōnen Jump. Adachi zog nach Tokio und arbeitete als Assistent des Mangaka Fujio Akatsuka. Er war einer von den Assistenten, die Akatsuka seine „vier besten Schüler“ nannte.
Er hatte einen entscheidenden Einfluss auf seinen jüngeren Bruder Mitsuru, der äußerst erfolgreich wurde. Er half ihm, seine ersten Comics zu veröffentlichen.
In seiner Karriere schuf Adachi Comics wie Tamagawa-kun (タマガワ君) und Abare!! Hanpen futo sanjō (あばれ!!半平太参上) für Manga-Magazine wie Shōnen Sunday, stand aber stark im Schatten seines Bruders. Mit Nigun no Hoshi Hanpa-kun (二軍の星ハンパ君) publizierte er in der Erziehungszeitschrift Jūichi Course. Mit Jitsuroku Adachi Mitsuru Monogatari (実録あだち充物語) kreierte er für Shōnen Big Comic einen Manga über die Karriere seines Bruders. Dieser wurde im August 1984 vom Shōgakukan-Verlag auch als Sammelband herausgegeben.
Adachi starb 2004 im Alter von 56 Jahren an Magenkrebs.